# Alan Lawson
Pour les articles homonymes, voir Lawson.
Pas d'image ? Cliquez ici

b Matchs officiels uniquement.
Alan James Macgregor Lawson, né le 19 mai 1948 à Kirkcaldy, est un joueur écossais de rugby à XV qui a joué avec l'équipe d'Écosse, évoluant au poste de demi de mêlée.

## Biographie
Alan Lawson dispute son premier test match le 15 janvier 1972 contre l'équipe de France, il a disputé son dernier test match contre l'équipe du pays de Galles le 1er mars 1980.
En 2012, il devient le 123e président de la Fédération écossaise de rugby à XV.

## Palmarès
- Vainqueur du Tournoi en 1973

## Statistiques en équipe nationale
- 15 sélections
- 12 points (3 essais)
- Sélections par année :  2 en 1972, 1 en 1973, 2 en 1974, 2 en 1976, 1 en 1977, 1 en 1978, 5 en 1979, 1 en 1980
- Six Tournois des Cinq Nations disputés:  1972, 1973, 1974, 1976, 1977, 1979.